# Jim Hawkins
Jim Hawkins è un personaggio immaginario creato dallo scrittore scozzese di lingua inglese Robert Louis Stevenson, protagonista e voce narrante del romanzo L'isola del tesoro pubblicato nel 1883.
Jim è un ragazzo appena adolescente; in principio vive con la madre proprietaria di locanda, in seguito partecipa attivamente a tutti gli eventi della storia. È lui che per primo, fa amicizia col pirata Billy Bones ("il capitano"), e trova la mappa del tesoro e la consegna al dottor Livesey.
Inoltre sarà proprio il ragazzo a scoprire il tentativo di ammutinamento sulla nave e la cospirazione messa in atto da Long John Silver; ad incontrare Ben Gunn sull'isola e a combattere contro il feroce pirata Israel Hands: avrà infine un rapporto sempre alquanto ambivalente nei confronti di Silver, anche dopo che questi manifesterà apertamente le proprie vere intenzioni.
Di carattere avventuroso, è un tipo pieno di coraggio, iniziativa ed ingegno e spirito d'adattamento. Continua a provare, nonostante tutto, fino alla fine sentimenti di vicinanza spirituale ed un legame d'amicizia sia nei confronti di Billy che di Silver.

## Storia
Jim Hawkins è il giovane figlio dei proprietari della locanda "Ammiraglio Benbow". Un giorno arriva un marinaio ubriacone di nome Billy e si installa come inquilino a lungo termine; dopo la morte dell'uomo ed il ritrovamento di una mappa del tesoro, il ragazzo si reca immediatamente dal proprietario terriero Trelawney e dal dottor Livesey, conoscenti della madre, a chiedere consiglio.
Allestita immediatamente una nave a vela partono insieme per la caccia al tesoro del capitano Flint; a bordo gli capita di assistere di nascosto alle macchinazioni del cuoco di bordo, Silver, e va a dare l'allarme. Sbarcati sull'isola il ragazzo riesce a scappare dal controllo di Silver e si addentra nella boscaglia, dove incontra un naufrago superstite della ciurma del temibile Flint, Ben Gunn.

Jim Hawkins nell'adattamento fantascientifico del romanzo Il pianeta del tesoro della Disney.

Il marinaio, rimasto lì isolato dal resto del mondo per più di tre anni, aiuta Jim contro il resto dei pirati. Tornato dagli amici e compagni rimasti fedeli al capitano Smolett, sgusciano poi oltre la palizzata ed utilizzando la barca di Ben si issa sulla nave rimasta quasi interamente incustodita ed affronta il pericoloso Israel: per difendersi da una pugnalata di questi gli deve sparare.
Tornato al fortino vi trova però installata la ciurma di Silver e da questi viene fatto prigioniero, difendendolo però accanitamente dagli altri che vorrebbero ucciderlo o quantomeno torturarlo per estorcergli informazioni preziose. Infine, trovato il tesoro e sconfitti i pirati salpa nuovamente verso casa.
Al termine di quell'entusiasmante avventura, che l'avrà formato e fatto crescere, con la parte assegnatagli di ricompensa passerà una vita agiata come proprietario di locanda; in vecchiaia, seduto sulla riva del mare, durante la notte può ancora sentire Billy cantare stonato ed il pappagallo di Silver gracchiare.

## Interpreti (cinema, radio, televisione)
| Anno | Jim Hawkins                                                                    | Media       | Titolo |
| ---- | ------------------------------------------------------------------------------ | ----------- | --- |
| 1912 | Addison Rothermel                                                              | cinema      | Treasure Island, film muto (USA, 1912), diretto da J. Searle Dawley |
| 1918 | Francis Carpenter                                                              | cinema      | Treasure Island, film muto (USA, 1918), diretto da Chester M. Franklin e Sidney Franklin. |
| 1920 | Shirley Mason                                                                  | cinema      | L'isola del tesoro - film muto (USA, 1920). |
| 1934 | Jackie Cooper                                                                  | cinema      | L'isola del tesoro - film (USA, 1934), diretto da Victor Fleming. |
| 1938 | Arthur Anderson (voce)                                                         | radio       | Treasure Island, radiodramma (USA, 1938), diretto da Orson Wells per la serie The Mercury Theatre on the Air. Trasmesso il 18 luglio 1938.                                                                                                |
| 1950 | Bobby Driscoll                                                                 | cinema      | L'isola del tesoro, film della Disney (USA, 1950), diretto da Byron Haskin. |
| 1954 | Dawn Addams                                                                    | cinema      | Return to Treasure Island, film (USA, 1954), diretto da Ewald André Dupont. |
| 1954 | Kit Taylor                                                                     | cinema      | Il ciclone dei Caraibi, film (Australia, 1954), diretto da Byron Haskin. |
| 1955 | Kit Taylor                                                                     | televisione | The Adventures of Long John Silver, serie televisiva (Australia, 1955-57), diretto da Byron Haskin e Lee Sholem. |
| 1959 | Alvaro Piccardi                                                                | televisione | L'isola del tesoro, miniserie televisiva in 5 puntate (Italia, 1959), diretta da Anton Giulio Majano. |
| 1972 | Kim Burfield                                                                   | cinema      | L'isola del tesoro, film (Italia-GB, 1972), diretto da Andrea Bianchi e John Hough. |
| 1977 | Ashley Knight                                                                  | televisione | L'isola del tesoro - miniserie TV in 4 episodi (GB, 1977), diretta da Michael E. Briant. |
| 1978 | Mari Shimizu (ragazzo) & Kiyotaka Mitsugi (adulto) [voci] (ed.it. Giuppy Izzo) | televisione | L'isola del tesoro, serie televisiva in 26 episodi (Giappone, 1978), diretta da Osamu Dezaki. |
| 1985 | Melvil Poupaud                                                                 | cinema      | L'isola del tesoro, film (GB, 1985), diretto da Raoul Ruiz - Trasposizione della vicenda in epoca moderna, liberamente ispirata al racconto di Stevenson.                                                                                 |
| 1987 | Itaco Nardulli                                                                 | televisione | L'isola del tesoro, miniserie televisiva in 5 puntate (Italia, 1987), diretta da Antonio Margheriti - Secondo sceneggiato prodotto dalla RAI, stavolta di ambientazione fantascientifica. Distribuito anche in riduzione cinematografica. |
| 1988 | Valeriy Bessarab                                                               | televisione | Ostrov Sokrovisc è un film d'animazione (URSS, 1988), diretto da David Cerkasskij. Il film è per metà animato ma le canzoni fatte sono in live action- Liberamente ispirata al romanzo.                                                   |
| 1990 | Christian Bale                                                                 | televisione | L'isola del tesoro, film TV (USA-GB 1990), diretto dal Fraser Clarke Heston. |
| 1993 | Dawn French (1ª stagione) & John Hasler (2ª stagione) [voci]                   | televisione | L'isola del tesoro, serie TV d'animazione in 26 episodi (UK, 1993), prodotta da Dino Athannassiou e Film Fair - Liberamente ispirata al romanzo, con l'aggiunta di elementi fantastici.                                                   |
| 1996 | Kevin Bishop                                                                   | cinema      | I Muppet nell'isola del tesoro, film con attori e pupazzi animati (USA, 1996), diretto da Brian Henson. |
| 1999 | Kevin Zegers                                                                   | cinema      | L'isola del tesoro, film (GB-Canada, 1999), diretto da Peter Rowe. |
| 2002 | Joseph Gordon-Levitt [voce] (ed.it. Emiliano Coltorti)                         | cinema      | Il pianeta del tesoro (Treasure Planet), film d'animazione della Disney (USA, 2002), diretto da Ron Clements e John Musker. |
| 2007 | François Goeske                                                                | televisione | L'isola del tesoro (Die Schatzinsel) - film (Germania, 2007), diretto da Hansjörg Thurn. |
| 2012 | Toby Regbo                                                                     | televisione | L'isola del tesoro (Treasure Island) - film TV (Irlanda-GB, 2012), diretto da Steve Barron. |
| 2015 | Arturo Valli (ragazzo) & Daniele Raffaeli (adulto) [voci]                      | televisione | L'isola del tesoro, serie TV d'animazione (Italia, 2015), diretto da Giuseppe Maurizio Laganà. - Liberamente ispirata al romanzo, con l'aggiunta di elementi fantastici.                                                                  |